# StB
StB foi o serviço de inteligência da antiga Tchecoslováquia durante a Guerra fria. Seu nome em tcheco, Státní bezpečnost (StB) e em eslovaco,  Štátna bezpečnosť (ŠtB) pode ser traduzido como: "Segurança Estatal" ou "Segurança do Estado". Durante sua existência, foi um órgão de espionagem e contraespionagem, além de monitorar qualquer atividade tida como anticomunista.

## História

### Guerra Fria
A StB foi criada em 30 de junho de 1945 pelo Partido Comunista da Tchecoslováquia para desempenhar as funções de polícia política e polícia secreta.
A Segurança Estatal integrava o Corpo de Segurança Nacional (tcheco: Sbor národní bezpečnosti, SNB; eslovaco: Zbor národnej bezpečnosti, ZNB) em conjunto com a segurança pública (tcheco: Vêřejná bezpečnost, VB; eslovaco: Verejná bezpečnos VB) – uma força uniformizada que exercia funções de polícia regular. Ambas as forças trabalhavam em níveis regionais e distritais, supervisionadas pelo Ministério do Interior da Tchecoslováquia.
Era um instrumento de poder e repressão do regime comunista: espionava e intimidava os opositores, forjando provas falsas contra eles, facilitando a chegada do regime ao poder em 1948 por meio do Golpe de Praga.  Antes que a Tchecoslováquia se convertesse num estado comunista, ela obtinha confissões forjadas através de torturas, incluindo o uso de drogas, extorsão e sequestro. Outras práticas comuns eram: grampo telefônico, vigilância de residências, violação de correspondência, detenções e acusações de "subversão da república".
Uma prática habitual da KGB soviética, era empregar os serviços dos órgãos de inteligência de países alinhados com o bloco comunista. Segundo o dissidente Ion Mihai Pacepa, a Securitate, da Romênia, era usada pela KGB em operações no oriente médio. Do mesmo modo, os serviços soviéticos de inteligência que operaram na América Latina, durante os anos 1960, estabeleceram uma parceria com a StB.
Na América Latina, a StB tinha presença no Brasil, Argentina e México desde os anos 50, expandindo nos anos 60 a Cuba, Uruguai, Bolívia, Colômbia, Venezuela e Chile. O golpe de Estado no Brasil em 1964 enfraqueceu sua rede naquele país, levando a uma atuação maior no Uruguai. Seus objetivos consistiam, em ordem decrescente de prioridade, no monitoramento da pressão dos Estados Unidos, defesa da Revolução Cubana (inclusive através de discursos, reuniões, artigos, folhetos, etc.) e desenvolvimento de relações econômicas e culturais com aquela região. A StB atuava subordinada aos interesses dos soviéticos, que tinham acesso a seus documentos, mas não lidava com os Partidos Comunistas locais, que cabiam à KGB. No Uruguai, tinha interesse em todos os partidos relevantes (Colorado, Nacional e Socialista [es]). Algumas informações eram também compartilhadas com os cubanos. As operações estavam instaladas em residenturas e incluíam medidas ativas.
O papel da organização na queda do regime (Revolução de Veludo) é incerto. O assassinato de um estudante pela polícia durante a repressão a uma manifestação pacífica em novembro de 1989 foi o estopim para desencadear o apoio popular mais amplo e mais protestos, resultando no fim do regime (ver: Revoluções de 1989). A StB teria utilizado o agente Ludvík Zifčák como o estudante morto Martin Šmíd. Isto baseado, principalmente, no testemunho de Zifčák. No entanto, em 1992, uma comissão do parlamento da República Tcheca criada para esclarecer os acontecimentos de 17 de novembro de 1989, descartou esta versão alegando:
O papel do ex tenente do StB, Ludvík Zifčák, foi secundário, sem nenhuma conexão com os eventos críticos e sem nenhum tipo de esforço ativo para influir nestes eventos. A investigação das circunstâncias relacionadas tem demonstrado indiscutivelmente que no depoimento, Ludvík Zifčák atribui a si mesmo um papel chave nos acontecimentos de novembro baseado em fatos, os quais são tecnicamente possíveis e factíveis, ou contradizem ações de pessoas mencionadas por ele, que pretendia objetivos completamente diferentes.

### Período posterior
A "Segurança Estatal" foi extinta em 1 de Fevereiro de 1990. O atual serviço de inteligência da República Tcheca é o Bezpečnostní informační služba (BIS, "Serviço de Segurança e Informação"). Ex integrantes e colaboradores conhecidos da StB foram proibidos de exercer algumas funções como legisladores e policiais.
A Lei da Ilegalidade do Regime Comunista e dos Movimentos de Resistência (9 de Julho de 1993), determina que o regime comunista implantado no país foi ilegal e, que o Partido Comunista da Tchecoslováquia passe a ser considerado uma organização criminosa. Estabelece portanto, que a StB como uma organização inspirada na ideologia deste partido, foi: "Dirigida de forma a suprimir os direitos humanos e a democracia por meio de suas atividades" baseando-se numa ideologia criminosa.
Em 1 de Agosto de 2007, o governo tcheco criou o Ústav pro studium totalitních režimů (USTRCR, Instituto para o Estudo dos Regimes Totalitários). Este instituto de pesquisa, foi criado para preservar e estudar documentos históricos dos regimes nazista/comunista. Atendendo a um decreto governamental, o instituto mantém o arquivo da StB aberto e disponível para consulta do público em geral. O conteúdo deste arquivo, digitalizado e em domínio público, é acessível no Archiv bezpečnostních složek ("Arquivo dos Serviços de Segurança").
Ladislav Bittman, ex-espião tcheco desertor que atuou em conjunto com a KGB na América Latina na década de 1960, afirma que a inteligência da União Soviética empregou pessoal e recursos da StB para operações diversas (medidas ativas) em países por toda a região. Argentina, Chile, México, Uruguai, etc. foram alvo de ações que incluíam, entre outros objetivos, a disseminação de desinformação visando consolidar a influência político-ideológica soviética. Segundo ele, a KGB em conjunto com a StB, fez uso de manipulação da mídia para convencer a opinião pública, brasileira e internacional, de que os Estados Unidos foram os  únicos responsáveis pelo Golpe de Estado no Brasil em 1964. A abertura do arquivo da StB confirma as alegações de Bittman.

### Imagens

#### Equipamentos

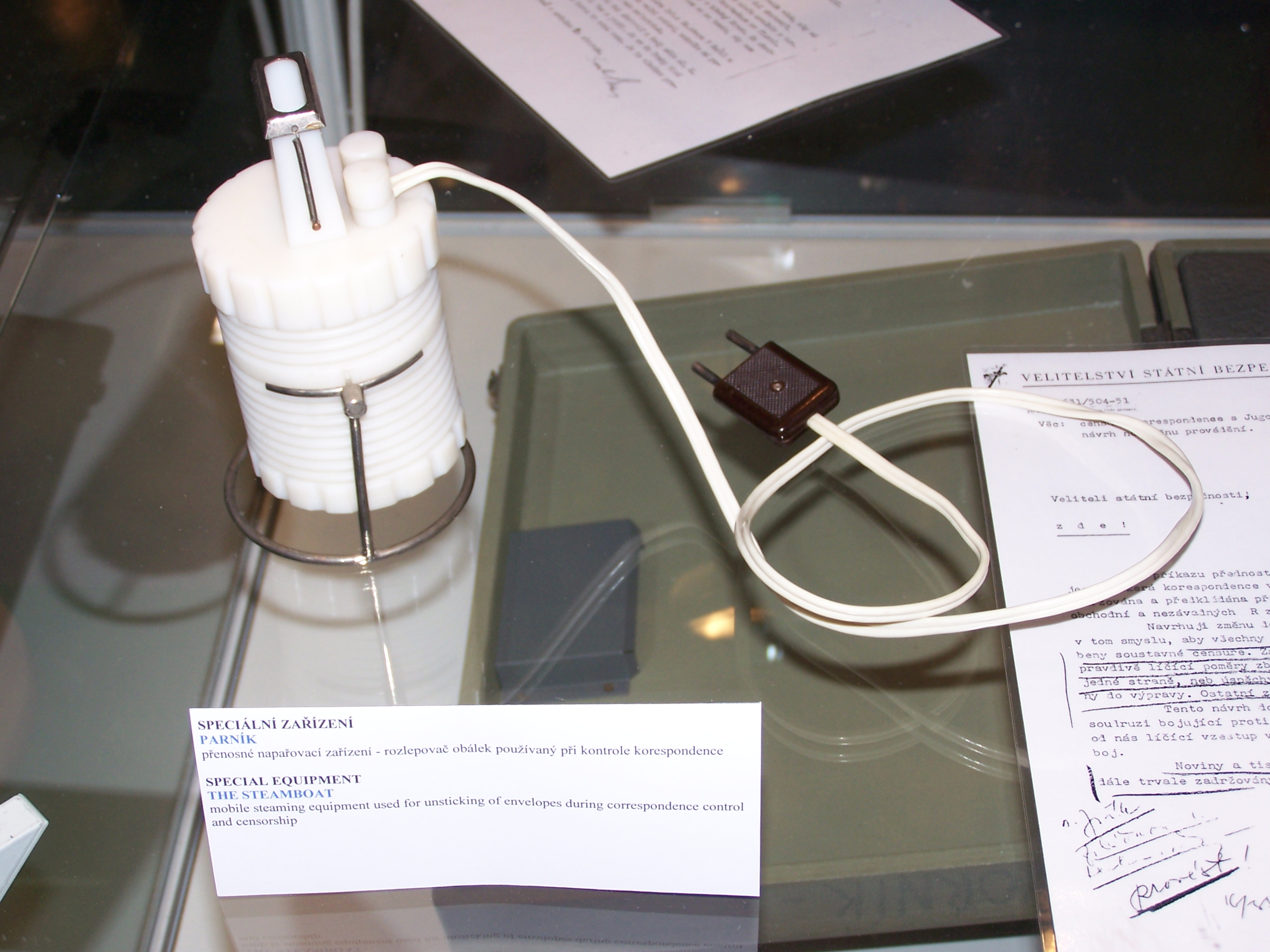
Aparelho usado para violar correspondências.
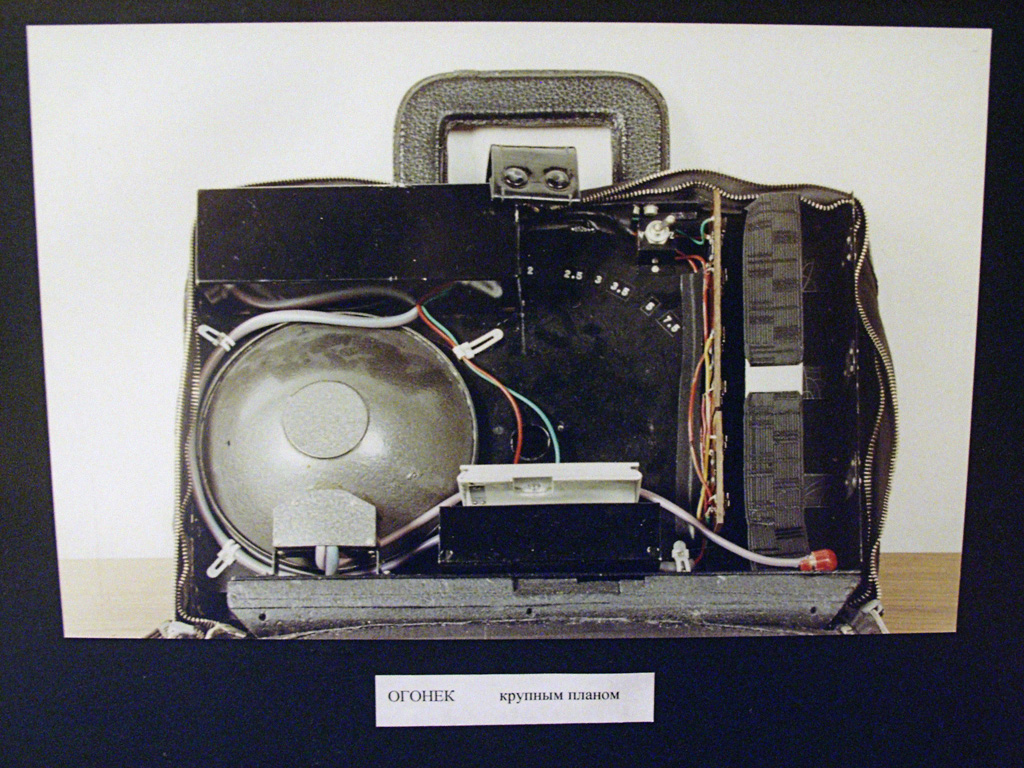
Câmera espiã em exposição no České centrum (Centro tcheco, Moscou, 2003).

#### Vítimas célebres

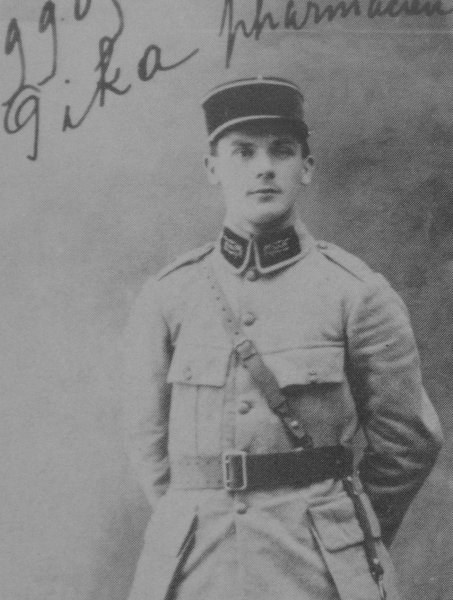
Heliodor Píka (1897-1949)
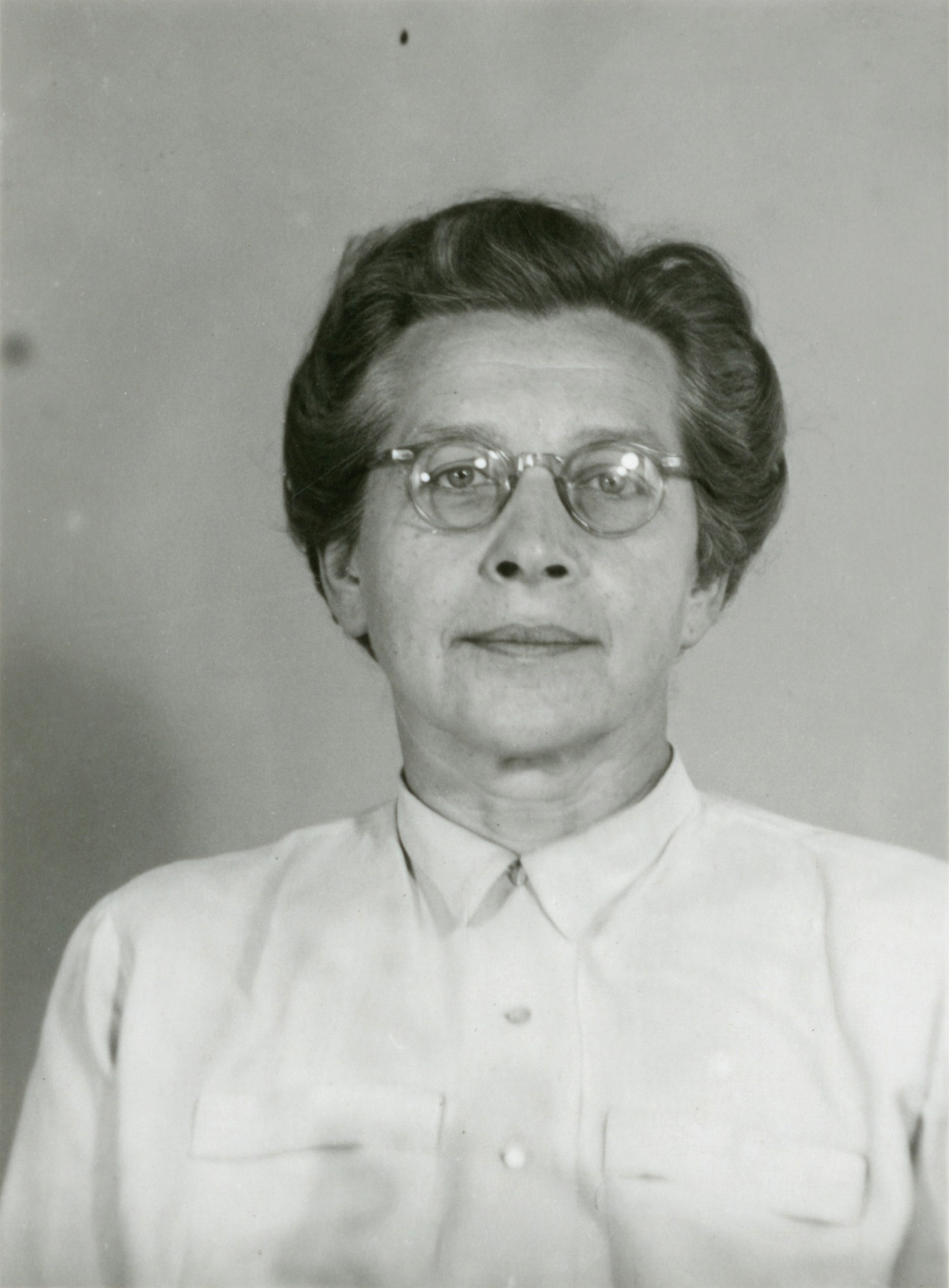
Milada Horáková, durante seu julgamento que foi definido como uma farsa judicial.

## Personagens

### Agentes conhecidos
- Alfred Frenzel, infiltrado na Alemanha Ocidental na década de 1950.
- Karl Koecher, infiltrado na CIA durante a década de 1970.
- Josef Frolik, desertou para o ocidente na década de 1960.
- Pavel Minařík, infiltrado na sede da Radio Free Europe, planejou um atentado a bomba.
- Zdeněk Kvita, capitão da rezidentura da StB no Rio de Janeiro.

### Vítimas
- Josef Toufar[14] (1902 - 1950) padre (ver: Milagre de Číhošť).
- Milada Horáková (1901-1950) líder política.
- Záviš Kalandra (1902-1950) historiador e teórico literário.